# Canavalia regalis
Canavalia regalis là một loài thực vật có hoa trong họ Đậu. Loài này được Piper & Dunn miêu tả khoa học đầu tiên.